# 388 (số)
388 (ba trăm tám mươi tám) là một số tự nhiên ngay sau 387 và ngay trước 389.